# Dietrich Wilhelm Lindau
Dietrich Wilhelm Lindau, född den 19 juni 1799, död den 24 september 1862, var en tysk målare. 
Lindau, som var elev av C.F. Hartmann i Dresden och från 1821 bosatt i Rom, skildrade främst italienskt folkliv, således i de två målningarna i Thorvaldsens Museum: Lantfolk på vägen till Rom (1826) och Saltarello i ett romerskt osteri (1827), vidare Oktoberfest (museet i Leipzig), Italienska bönder vänder hem från skördearbetet och så vidare; han målade ett litet porträtt i olja av Thorvaldsen.